# Tetractomia rotundifolia
Tetractomia rotundifolia är en vinruteväxtart som först beskrevs av Henry Nicholas Ridley, och fick sitt nu gällande namn av Merrill & Perry. Tetractomia rotundifolia ingår i släktet Tetractomia och familjen vinruteväxter. Inga underarter finns listade i Catalogue of Life.